# Liste der Gesandten des Kantons Thurgau an die eidgenössische Tagsatzung
Dies ist eine Liste der Gesandten des Thurgaus an die eidgenössische Tagsatzung. Die Liste ist ab 1814 – was die in den Verzeichnissen der Abschiede genannten Gesandten betrifft – vollständig.
| Tagsatzung | Gesandter                 | Ämter                                                   |
| ---------- | ------------------------- | ------------------------------------------------------- |
| 1814       | Johannes Morell           | Regierungsrat                                           |
| 1814       | Joseph Anderwert          | Regierungsrat                                           |
| 1816       | Johannes Morell           | Landammann                                              |
| 1816       | Dominik Rogg              | Mitglied des Kleinen Rats                               |
| 1817       | Johannes Morell           | regierender Landammann                                  |
| 1817       | Mathias Ammann            | Mitglied des Oberappellationsgerichts                   |
| 1818       | Joseph Anderwert          | Landammann                                              |
| 1818       | Johann Ulrich Hanhart     | Landesstatthalter                                       |
| 1819       | Johannes Morell           | Landammann                                              |
| 1819       | Mathias Ammann            | Kantonsrat, Oberrichter                                 |
| 1820       | Johannes Morell           | Landammann                                              |
| 1820       | Mathias Ammann            | Präsident des Obergerichts                              |
| 1821       | Joseph Anderwert          | Landammann                                              |
| 1821       | Johann Ulrich Hanhart     | Landesstatthalter                                       |
| 1822       | Johannes Morell           | Landammann                                              |
| 1822       | Mathias Ammann            | Obergerichtspräsident                                   |
| 1823       | Johannes Morell           | Landammann                                              |
| 1823       | Mathias Ammann            | Obergerichtspräsident                                   |
| 1824       | Joseph Anderwert          | Landammann                                              |
| 1824       | Johann Ulrich Hanhart     | Landesstatthalter                                       |
| 1825       | Johannes Morell           | Landammann                                              |
| 1825       | Mathias Ammann            | Obergerichtspräsident                                   |
| 1826       | Johannes Morell           | Landammann                                              |
| 1826       | Mathias Ammann            | Obergerichtspräsident                                   |
| 1827       | Joseph Anderwert          | Landammann                                              |
| 1827       | Johann Ulrich Hanhart     | Landesstatthalter                                       |
| 1828       | Johannes Morell           | Landammann                                              |
| 1828       | Mathias Ammann            | Obergerichtspräsident                                   |
| 1829       | Johannes Morell           | Landammann                                              |
| 1829       | Mathias Ammann            | Obergerichtspräsident                                   |
| 1830.07    | Joseph Anderwert          | Landammann                                              |
| 1830.07    | Johann Ulrich Hanhart     | Landesstatthalter                                       |
| 1830.12    | Johannes Morell           | Landammann                                              |
| 1830.12    | Johannes Franz Waldmann   | Kantonsrat                                              |
| 1830.12    | Wilhelm Merk              | Kantonsrat                                              |
| 1831       | Wilhelm Merk              | Regierungsrat                                           |
| 1831       | Mathias Ammann            | Oberrichter                                             |
| 1832.03    | Wilhelm Merk              | Regierungsrat                                           |
| 1832.03    | Mathias Ammann            | Oberrichter                                             |
| 1832.05    | Wilhelm Merk              | Regierungsrat                                           |
| 1832.05    | Mathias Ammann            | Kantonsrat, Oberrichter                                 |
| 1832.07    | Joachim Leonz Eder        | Präsident des Grossen Rats, Präsident des Obergerichts  |
| 1832.07    | Johann Peter Mörikofer    | Staatsschreiber                                         |
| 1833       | Johann Konrad Kern        | Kantonsrat                                              |
| 1833       | Joachim Leonz Eder        | Kantonsrat, Obergerichtspräsident                       |
| 1834       | Johann Konrad Kern        | Präsident des Grossen Rats                              |
| 1834       | Johann Peter Mörikofer    | Staatsschreiber                                         |
| 1835       | Johann Konrad Kern        | Präsident des Grossen Rats                              |
| 1835       | Joachim Leonz Eder        | Obergerichtspräsident                                   |
| 1836       | Johann Konrad Kern        | Kantonsrat, Präsident des Erziehungsrats                |
| 1836       | Ludwig Anderwert          | Präsident des Grossen Rats                              |
| 1837       | Johann Konrad Kern        | Verhörrichter, Grossratspräsident                       |
| 1837       | Johann Baptist von Streng | Kantonsrat, Staatsanwalt                                |
| 1838       | Johann Konrad Kern        | Kantonsrat, Oberrichter                                 |
| 1838       | Ludwig Anderwert          | Kantonsrat, Bezirksstatthalter                          |
| 1839       | Johann Melchior Gräflein  | Kantonsrat, Oberrichter                                 |
| 1839       | Ludwig Anderwert          | Kantonsrat, Bezirksstatthalter                          |
| 1840       | Johann Konrad Kern        | Mitglied des Obergerichts, Präsident des Erziehungsrats |
| 1840       | Johann Georg Kreis        | Mitglied des Grossen Rats                               |
| 1841.03    | Johann Konrad Kern        | Präsident des Grossen Rats, Präsident des Obergerichts  |
| 1841.03    | Ludwig Anderwert          | Regierungsrat                                           |
| 1841.07    | Johann Konrad Kern        | Präsident des Grossen Rats, Präsident des Obergerichts  |
| 1841.07    | Johann Baptist von Streng | Oberrichter, Kantonsrat                                 |
| 1842       | Johann Konrad Kern        | Oberrichter, Mitglied des Grossen Rats                  |
| 1842       | Johann Georg Kreis        | Bezirksgerichtspräsident, Mitglied des Grossen Rats     |
| 1843       | Johann Melchior Gräflein  | Kantonsrat, Oberrichter                                 |
| 1843       | Johann Baptist von Streng | Präsident, Oberrichter                                  |
| 1844.06    | Johann Melchior Gräflein  | Oberrichter                                             |
| 1844.06    | Johann Georg Kreis        | Bezirksgerichtspräsident                                |
| 1844.07    | Johann Melchior Gräflein  | Oberrichter                                             |
| 1844.07    | Johann Georg Kreis        | Bezirksgerichtspräsident                                |
| 1845.02    | Johann Konrad Kern        | Kantonsrat, Präsident des Obergerichts                  |
| 1845.02    | Johann Melchior Gräflein  | Oberrichter, Präsident des Grossen Rats                 |
| 1845.07    | Johann Konrad Kern        | Präsident des Obergerichts                              |
| 1845.07    | Johann Melchior Gräflein  | Präsident des Grossen Rats                              |
| 1846       | Johann Konrad Kern        | Oberrichter, Präsident des Grossen Rats                 |
| 1846       | Johann Georg Kreis        | Mitglied des Grossen Rats, Bezirksgerichtspräsident     |
| 1847       | Johann Konrad Kern        | Obergerichtspräsident, Mitglied des Grossen Rats        |
| 1847       | Johann Melchior Gräflein  | Präsident des Grossen Rats                              |
| 1848       | Johann Konrad Kern        | Oberrichter, Präsident des Grossen Rats                 |
| 1848       | Johann Melchior Gräflein  | Kantonsrat, Obergerichtspräsident                       |
| 1848       | Johann Konrad Egloff      | Regierungsrat                                           |